# Everton FC
Everton FC (celým názvem: Everton Football Club) je anglický fotbalový klub, který sídlí ve městě Liverpool v metropolitním hrabství Merseyside. Založen byl v roce 1878. Everton je jeden z nejúspěšnějších anglických fotbalových klubů; odehrál nejvíce sezón v nejvyšší soutěži a získal 9 mistrovských titulů.
Domácí stadion, Goodison Park, má kapacitu 40 569 míst. Fanoušci Evertonu se nazývají „Evertonians“. Everton je také známý pod přezdívkou „The Toffees“, a nedávno si klub osvojil motto „The People's Club“, po příchodu manažera Davida Moyese. Everton má tradiční rivalitu (Merseyside derby) s klubem Liverpool FC, jehož stadion Anfield se nachází ani ne kilometr daleko.

## Historie

### Vznik
V roce 1868 se Anglické metodistické shromáždění New Connexion rozhodlo vybudovat novou kapli v Liverpoolu. V následujícím roce koupili pozemek na Breckfield Road North mezi St. Domingo Vale a St. Domingo Grove. Pozemek se nacházel poblíž čtvrti Everton, která se stala součástí města Liverpool v roce 1835.
Nová kaple byla otevřena v roce 1871 a o šest let později byl rev. B.S. Chambers jmenován ministrem. Byl zodpovědný za založení farního kriketového týmu pro mládež. Protože se kriket mohl hrát pouze v létě, hledali aktivitu, která by se provozovala i v ostatních ročních obdobích. Proto byl v roce 1878 založen fotbalový klub St. Domingo F.C.
Ke klubu se chtělo připojit i mnoho lidí mimo farní společenství, a proto bylo rozhodnuto, že se název změní. V listopadu 1879, na schůzce v hotelu Queen's Head, bylo jméno zobecněno na Everton Football Club.
Roku 1884 začal Everton hrát na stadionu Anfield a v sezóně 1890/1891 poprvé vyhrál anglickou první ligu (tehdy zvanou „První divize“). Roku 1892 se ale klub nepohodl s jeho majitelem a přestěhoval se na opačnou stranu Stanley Parku, na nový stadion Goodison Park. Na Anfieldu vznikl nový klub Liverpool FC, který se do budoucna stal tradičním evertonským rivalem.

### 30. léta: The Dixie Years
William „Dixie“ Dean byl možná nejlepší střelec, kterého kdy Anglie měla. Když hrál za Tranmere Rovers (s průměrem gól na zápas), byl přilákán přes řeku Mersey, aby hrál za Everton. Ve své první sezóně (1925–26) vstřelil 32 gólů v 38 zápasech (včetně dvou gólů při prvním zápase). O rok později 21 gólů v 27 zápasech a v další sezóně (1927–28) ve své vrcholné formě skóroval 60x ve 39 zápasech a ustanovil dosud nepřekonaný ligový rekord.
Přesto už o pouhé dva roky později Everton sestoupil do druhé ligy. Ale když se Deanovi zase začalo dařit, nasázel 39 gólů během 37 zápasů a vytáhl Toffees zpátky do první ligy.
V další sezóně Dean vstřelil 45 branek a Everton opět získal titul. V roce 1933 vyhráli FA Cup a Dean se stal prvním 'číslem 9' ve finále proti Manchesteru City. 'Číslo 9' se stalo synonymem pro kvalitní, skórující střelce, což Dean ztělesňoval.
Přezdívka 'Dixie' má nejasný původ, ale má se za to, že ji Dean získal díky svému účesu, jenž byl podobný vlasům afrického etnika, kterému se tehdy přezdívalo 'dixies'. Poslední zápas za Everton hrál 11. prosince 1937. Za celou svou kariéru vstřelil 383 branek ve 433 zápasech. Zemřel v 73 letech na infarkt přímo na domácím stadionu, při sledování Merseysidského derby 1. března 1980.
V sezóně 1938-39 Everton s Joe Mercerem, T. G. Jonesem a Tommym Lawtonem popáté vyhrál anglickou ligu. Lawton, který měl pouhých 19 let vstřelil 34 gólů. Druhá světová válka však na šest roků přerušila dráhu týmu, který mohl několik let dominovat.

### 40. a 50. léta: Neúrodné roky
Přestože devadesátá léta jsou považována za špatné období, tato dekáda byla ještě horší. Skvělý předválečný tým se po válce rozpadl. Tommy Lawton byl nespokojený a přestoupil do Chelsea, Joe Mercer nesouhlasil s manažerem Theo Kellym a byl prodán do Arsenalu, a také byl zamýšlen prodej T. G. Jonese do AS Řím. Navíc Ted Sagar brzy poté skončil s aktivní kariérou.
Pod novým vedením Cliffa Brittona Everton sestoupil (podruhé a naposledy) do druhé divize. Tentokrát to trvalo tři sezóny, než se Toffees v roce 1954 vrátili zpět.
I přesto v této době hrálo za Everton několik skvělých hráčů, jako byli Dave Hickson a Bobby Collins. V roce 1956 Everton vyhrál 5-2 na Old Traffordu a ukončil dlouhou sérii Manchesteru United bez porážky.

### 60. léta: Návrat School of Science
Šedesátá léta jsou mnohými fanoušky považována za zlatou éru fotbalového Evertonu. Po neúspěšných 50. létech převzal v roce 1961 klub Harry Catterick. Tým začal být označován jako „School of Science“, díky návratu k tradičnímu stylu hry, který Toffees praktikovali ve 20. letech (kreativní a nápaditý styl, velmi podobný hře Tottenhamu), kdy si tým získal právě tuto přezdívku. V první sezóně pod Catterickovým vedením tým obdržel nejméně branek z celé ligy a skončil čtvrtý.
Následující sezónu Everton prohrál pouhých šest zápasů a získal mistrovský titul. Útočná dvojice Roy Vernon a Alex Young nastřílela dohromady 46 branek (bylo to naposledy, kdy dva Evertonští hráči skórovali více než 20x za sezónu). Tým tehdy tvořili hráči jako Billy Bingham, Jimmy Gabriel, Derek Temple, Bobby Collins a Brian Labone.
V roce 1966, kdy Anglie vyhrála Mistrovství světa, Toffees zvítězili v FA Cupu (ve finále otočili zápas se Sheffieldem Wednesday, kdy prohrávali už 0-2). V roce 1968 Everton opět došel až do finále, ale nastačil na West Bromwich Albion FC.
O rok později (v sezóně 1969/70) tým opět vyhrál ligu i díky střeleckým schopnostem Joea Royla (který později dovedl klub k vítězství v FA Cupu v roce 1995). Tým hrál totální fotbal a byl dirigován 'svatou trojicí' - Howardem Kendallem, Alanem Ballem a Colinem Harvey. Spolu s kapitánem Labonem uprostřed zálohy a Roylem v útoku byla sestava považována jako nejsilnější v historii klubu.

### 70. léta: Pár úspěchů, ale žádné poháry
Všechno nasvedčovalo tomu, že dominance Evertonu bude pokračovat, ale tým v následujících letech skončil 14., 15., 17. a 7. Zdravotní stav manažera Harry Cattericka se zhoršil (snad i díky špatně hrajícímu týmu) a rezignoval v roce 1974. Tým převzal Billy Bingham a dlouho to vypadalo, že Toffees opět vyhrají ligu, ale stačilo několik překvapivých proher se slabými týmy a Everton skončil až čtvrtý. Bingham odešel po dalších dvou relativně slabých sezónách (11. a 9. místo) v roce 1977. V období, kdy tým neměl manažera, došel až do finále Ligového poháru, ale neuspěl (prohrál s Aston Villou). V sezóně 1977/78 Bob Latchford nastřílel 30 branek.
Pod vedením Gordona Lee skončil Everton třetí (1977/78) a čtvrtý (1978/79), ale tyto výsledky nenaplnily očekávání, které bylo vysoko díky tehdejším úspěchům Liverpoolu a Lee odešel v roce 1981.

### 80. léta: Zlatá éra
V 80. letech byl Everton jedním z nejlepších evropských fotbalových týmů díky Howardu Kendallovi a úchvatnému týmu, jehož kostru tvořili hráči jako Neville Southall, Gary Stevens, Trevor Steven, Kevin Sheedy, Andy Gray a Peter Reid. Gary Lineker stihl v sezóně 1985/86 nastřílet 40 branek v 42 zápasech. Poté přestoupil do Barcelony.
Doma Everton vyhrál FA Cup v roce 1984 a ligu v letech 1985 a 1987. V roce 1984 prohrál finále Ligového poháru. V roce 1986 skončil druhý v lize a prohrál finále FA Cupu. A opět prohrál finále FA Cupu v roce 1989. Ve všech případech se radoval městský rival FC Liverpool.
Významného evropského úspěchu Everton dosáhl v roce 1985, kdy vyhrál Poháru Vítězů Pohárů (PVP). Na své cestě za úspěchem porazil University College Dublin, Inter Bratislava, Fortunu Sittard, Bayern Mnichov a ve finále porazil rakouský klub Rapid Vídeň 3-1.
V roce 1985 Everton málem dosáhl triplu, ale ve finále FA Cupu podlehl Manchesteru United. Nicméně i tak to pravděpodobně byla nejúspěšnější sezóna v historii klubu.
Po úspěchu v Poháru vítězů pohárů se očekávalo, že Everton dosáhne dalších velkých evropských úspěchů. Kvůli fanouškům druhého liverpoolského klubu byly všechny anglické týmy potrestány zákazem startu v evropských pohárech (kvůli incidentu ve finále PMEZ na Heyselově stadionu v Bruselu). Po vypršení trestu už Everton dávno nebyl tím silným klubem z roku 1985.
Kendall odešel v roce 1987 a klub manažeroval Colin Harvey.

### 90. léta: Spousta neúspěchů
Devadesátá léta 20. století byla pravděpodobně nejvíce deprimující dekáda v historii klubu. Rok 1990 klub začal pod vedením Colina Harveyho. Evertonu se nevedlo a v listopadu byl Harvey nahrazen Howardem Kendallem. Klubu se stále nedařilo a Kendall byl odvolán v roce 1993. Z Norwich City přišel manažer Mike Walker. A po méně než roce byl odvolán. V této době už ze skvělého týmu z 80. let zůstali pouze Neville Southall a Dave Watson. V sezóně 1993/94 Everton jen těsně unikl sestupu.
Na chvíli to vypadalo, že nový manažer Joe Royle bude mít úspěch. Jeho první zápas na manažerském postu Toffees památně porazili v Merseysidském derby Liverpool 2-0. A v roce 1995 dovedl Everton k zisku FA Cupu (ve finále výhra nad Manchesterem United 1-0). Ale po šestém místě v lize (1995/96) a slibnému začátku v další sezóně přišel útlum a Everton opět podával podprůměrné výkony. Royle odešel v roce 1997 a do funkce manažera byl potřetí a naposled jmenován Howard Kendall. Kendall vydržel ve funkci pouhý rok, Toffees se zachránili až v posledním zápase sezóny.
Příchod Waltra Smithse přinesl jednotvárný fotbal a … opět neúspěchy. Smith, který 7x v řadě vyhrál skotskou ligu s Glasgow Rangers, úspěšný v Anglii nebyl. Klub byl sužován špatnou finanční situací a častými zraněními klíčových hráčů. Smith sice přivedl spoustu dobrých hráčů, jako např. Slavena Bilice, Marca Materazziho nebo Dona Hutchinsona, ale nebyl schopen vytvořit fungující tým a mnoho hráčů, které přivedl odešlo, aniž by předvedlo svůj potenciál. Na konci 90. let byl Everton klubem, který odborníci i fotbaloví fanoušci každoročně tipovali jako kandidáta na sestup.

### Nové milénium
Walter Smith byl odvolán v březnu 2002 po čtyřech traumatických sezónách, kdy nedokázal klub dostat na lepší než 13. místo.
Na jeho místo nastoupil David Moyes a Everton se začal posouvat kupředu. Všechny překvapil, když v sezóně 2002/03 dovedl klub na celkovou 7. příčku a jen těsně zaostal za místy zajišťující účast v 'pohárové Evropě'. V tomto roce se také objevila nová hvězda; teprve 17letý Wayne Rooney, který v říjnu 2002 senzačně svým gólem z poslední minuty sestřelil (skoro rok neporažený) Arsenal. Stal se také nejmladším reprezentantem v historii Anglie, když odehrál zápas proti Austrálii v únoru 2003.
Následující sezóna byla ale opět velmi špatná - Everton skončil pouze jedno místo nad sestupovými příčkami a získal nejméně bodů v sezóně (39) za celou klubovou historii. V srpnu 2004 byl do Manchesteru United prodán Wayne Rooney za 27 mil. liber.
I když měl klub pouze minimální hráčský kádr, v sezóně 2004/05 skončil v lize na senzačním 4. místě, což byl nejlepší výsledek za posledních téměř 20 let a navíc Toffees skončili výše, než rivalové z FC Liverpool. Za tímto úspěchem stála hlavně Moyesova taktika s pěti záložníky a také skvělé výkony dánského záložníka Thomase Gravesena, který v průběhu sezóny odešel do Realu Madrid.

#### Sezóna 2005/2006
Během letní pauzy klub nakoupil řadu nových hráčů - Simona Daviese z Tottenhamu, Mikela Artetu z Realu Sociedad, dánského stopera Pera Krøldrupa z Udinese Calcio, z Manchesteru United přišel Phil Neville, z Porta byl koupen Nuno Valente a z milánského Interu Andy van der Meyde. Everton také posílil Matteo Ferrari, který přišel z AS Řím na roční hostování.
Hned na začátku sezóny se klub nedostal do Ligy Mistrů, když dvakrát prohrál 1-2 s pozdějším semifinalistou Villarrealem. Týmu se nedařilo ani v domácí soutěži, Everton se dlouho pohyboval na posledním místě tabulky a ještě 28. prosince byl na sestupové pozici. Pak ovšem přišlo výrazné zlepšení (7 zápasů bez prohry) a Toffees nakonec ukopali celkové 11. místo. V posledním zápase proti West Bromwich Albion FC se gólem rozloučil evertonský srdcař 'Big Dunc' Ferguson, kterému po sezóně vypršel kontrakt.
V Premier League Everton dosáhl bilance 14-8-16, tzn. 50 bodů, při skóre 34-49. Nejlepším střelcem byl s 11 brankami (10 v lize + 1 v pohárech) James Beattie.

#### Sezóna 2006/2007
- 9. května 2006 klub získal na hostování brankáře Tima Howarda z Manchesteru United.
- 30. května Everton koupil Andyho Johnsona z Crystal Palace za (pro klub) rekordní sumu 8.6 milionů liber.
- 8. června ukončil svou dlouhou kariéru brankář Nigel Martyn kvůli zranění kotníku.
- 14. června byl uloven obránce Joleon Lescott; přestoupil z Wolves.

## Získané trofeje

### Vyhrané domácí soutěže
- First Division / Premier League ( 9× )
  - 1890/91, 1914/15, 1927/28, 1931/32, 1938/39, 1962/63, 1969/70, 1984/85, 1986/87
- FA Cup ( 5× )
  - 1905/06, 1932/33, 1965/66, 1983/84, 1994/95
- Community Shield ( 9× )
  - 1928, 1932, 1963, 1970, 1984, 1985, 1986 (sdílený), 1987, 1995

### Vyhrané mezinárodní soutěže
- Pohár vítězů pohárů ( 1× )
  - 1984/85

## Soupiska
K 4. září 2023
| Číslo |             | Pozice | Hráč                                        |
| ----- | ----------- | ------ | ------------------------------------------- |
| 1     | Anglie      | B      | Jordan Pickford                             |
| 2     | Skotsko     | O      | Nathan Patterson                            |
| 5     | Anglie      | O      | Michael Keane                               |
| 6     | Anglie      | O      | James Tarkowski (zástupce kapitána)         |
| 7     | Anglie      | Ú      | Dwight McNeil                               |
| 8     | Belgie      | Z      | Amadou Onana                                |
| 9     | Anglie      | Ú      | Dominic Calvert-Lewin                       |
| 10    | Nizozemsko  | Ú      | Arnaut Danjuma (na hostování z Villarrealu) |
| 12    | Portugalsko | B      | João Virgínia                               |
| 14    | Portugalsko | Ú      | Beto                                        |
| 16    | Mali        | Z      | Abdoulaye Doucouré                          |
| 18    | Anglie      | O      | Ashley Young                                |
| 19    | Ukrajina    | O      | Vitalij Mykolenko                           |

| Číslo |             | Pozice | Hráč                                         |
| ----- | ----------- | ------ | -------------------------------------------- |
| 20    | Anglie      | Z      | Dele Alli                                    |
| 21    | Portugalsko | Z      | André Gomes                                  |
| 22    | Anglie      | O      | Ben Godfrey                                  |
| 23    | Irsko       | O      | Séamus Coleman (kapitán)                     |
| 27    | Senegal     | Z      | Idrissa Gueye                                |
| 28    | Portugalsko | Ú      | Youssef Chermiti                             |
| 31    | Anglie      | B      | Andy Lonergan                                |
| 32    | Anglie      | O      | Jarrad Branthwaite                           |
| 37    | Anglie      | Z      | James Garner                                 |
| 43    | Anglie      | B      | Billy Crellin                                |
| 61    | Anglie      | Ú      | Lewis Dobbin                                 |
|       | Anglie      | Ú      | Jack Harrison (na hostování z Leedsu United) |

### Na hostování
| Číslo |         | Pozice | Hráč                                                                |
| ----- | ------- | ------ | ------------------------------------------------------------------- |
|       | Anglie  | O      | Mason Holgate (na hostování v Southamptonu do konce sezóny 2023/24) |
|       | Francie | Z      | Neal Maupay (na hostování v Brentfordu do konce sezóny 2023/24)     |

## Rekordy
- Nejvyšší ligová výhra: 9-1 proti Manchesteru City, 3. září 1906
- Nejvyšší výhra v Premier League: 7-1 proti Southamptonu, 16. listopadu 1996
- Nejvyšší výhra v FA Cupu: 11-2 proti Derby County, 18. ledna 1890
- Nejvyšší výhra v Ligovém poháru: 6-0 proti Wrexhamu, 9. října 1990

- Nejvyšší ligová prohra: 4-10 proti Tottenhamu, 11. října 1958
- Nejvyšší prohra v Premier League: 0-7 proti Arsenalu, 11. května 2005
- Nejvyšší prohra v FA Cupu: 0-6 proti Crystal Palace, 7. ledna 1922
- Nejvyšší prohra v Ligovém poháru: -

- Nejvyšší ligová návštěva: proti Liverpoolu 18. září 1948, 78 299 diváků
- Nejvyšší návštěva v Premier League: proti Liverpoolu 11. prosince 2004, 40 552 diváků
- Nejnižší ligová návštěva: proti Sheffieldu Wednesday 1. května 1934, 7 802 diváků
- Nejnižší návštěva v Premier League: proti Southamptonu 4. prosince 1993, 13 667 diváků

- Nejvíce ligových gólů: Dixie Dean, 349
- Nejvíce gólů v FA Cupu: Dixie Dean, 28
- Nejvíce gólů v Ligovém poháru: Bob Latchford, 19
- Nejvíce gólů v Premier League: Duncan Ferguson, 60
- Nejvíce gólů v evropských pohárech: Fred Pickering, 6
- Nejvíce gólů v sezóně: Dixie Dean, 60 (sezóna 1927-28)

- Nejvíce odehraných ligových zápasů: Neville Southall, 578
- Nejvíce odehraných zápasů v FA Cupu: Neville Southall, 70
- Nejvíce odehraných zápasů v Ligovém poháru: Neville Southall, 65
- Nejvíce odehraných zápasů v Premier League: David Unsworth, 271
- Nejvíce odehraných zápasů v evropských pohárech: Brian Labone and Colin Harvey, 19

- Nejmladší hráč (v ligovém zápase): James Vaughan (16 let a 271 dnů), proti Crystal Palace, 10. dubna 2005
- Nejmladší střelec (v ligovém zápase): James Vaughan (16 let a 271 dnů), proti Crystal Palace, 10. dubna 2005

### Individuální rekordy
| Odehrané zápasy 1. 751 Neville Southall 1981-97 2. 534 Brian Labone 1957-71 3. 522 Dave Watson 1986-99 4. 500 Ted Sagar 1929-52 5. 490 Kevin Ratcliffe 1979-91 6. 456 Jack Taylor1896-09 7. 453 Peter Farrell 1946-56 8. 445 Mick Lyons 1970-81 9. 433 Dixie Dean 1924-37 10. 428 Tommy Eglington 1946-56 |  | Vstřelené branky 1. 383 Dixie Dean 1924-37 2. 159 Graeme Sharp 1979-90 3. 138 Bob Latchford 1973-1980 4. 125 Alex Young 1960-67 5. 119 Joe Royle 1965-74 6. 111 Dave Hickson 1951-59 7. 111 Roy Vernon 1959-64 8. 110 Edgar Chadwick 1888-98 9. 99 Tony Cottee 1988-94 10. 97 Jimmy Settle 1898-07 |

### Nejlepší evertonská jedenáctka všech dob
V květnu 2004 (při příležitosti oslavy 125. výročí existence klubu) byla vyhlášena anketa „Greatest Ever Everton Team“ (Nejlepší evertonská jedenáctka všech dob).
| - Neville Southall (brankář, 1981-97) - Gary Stevens (obránce, 1982-89) - Ray Wilson (obránce, 1964-69) - Brian Labone (obránce, 1958-71) - Kevin Ratcliffe (obránce, 1980-91) - Alan Ball (záložník, 1966-71) - Trevor Steven (záložník, 1983-90) - Peter Reid (záložník, 1982-89) - Kevin Sheedy (záložník, 1982-92) - Dixie Dean (útočník, 1925-37) - Graeme Sharp (útočník, 1980-91) |

## Umístění v jednotlivých sezonách
Stručný přehled
Zdroj: 
- 1888–1892: Football League
- 1892–1930: Football League First Division
- 1930–1931: Football League Second Division
- 1931–1951: Football League First Division
- 1951–1954: Football League Second Division
- 1954–1992: Football League First Division
- 1992– : Premier League

Jednotlivé ročníky
Zdroj: 
Legenda: Z - zápasy, V - výhry, R - remízy, P - porážky, VG - vstřelené góly, OG - obdržené góly, +/- - rozdíl skóre, B - body, červené podbarvení - sestup, zelené podbarvení - postup, fialové podbarvení - reorganizace, změna skupiny či soutěže
| Anglie (1888 – )                                          |                 |        |    |    |    |    |     |    |     |    |        |
| Sezóny                                                    | Liga            | Úroveň | Z  | V  | R  | P  | VG  | OG | +/- | B  | Pozice |
| 1888/89                                                   | Football League | 1      | 22 | 9  | 2  | 11 | 35  | 46 | -11 | 20 | 8.     |
| 1889/90                                                   | Football League | 1      | 22 | 14 | 3  | 5  | 65  | 40 | +25 | 31 | 2.     |
| 1890/91                                                   | Football League | 1      | 22 | 14 | 1  | 7  | 63  | 29 | +34 | 29 | 1.     |
| 1891/92                                                   | Football League | 1      | 26 | 12 | 4  | 10 | 49  | 49 | 0   | 28 | 5.     |
| 1892/93                                                   | First Division  | 1      | 30 | 16 | 4  | 10 | 74  | 51 | +23 | 36 | 3.     |
| 1893/94                                                   | First Division  | 1      | 30 | 15 | 3  | 12 | 90  | 57 | +33 | 33 | 6.     |
| 1894/95                                                   | First Division  | 1      | 30 | 18 | 6  | 6  | 82  | 50 | +32 | 42 | 2.     |
| 1895/96                                                   | First Division  | 1      | 30 | 16 | 7  | 7  | 66  | 43 | +23 | 39 | 3.     |
| 1896/97                                                   | First Division  | 1      | 30 | 14 | 3  | 13 | 62  | 57 | +5  | 31 | 7.     |
| 1897/98                                                   | First Division  | 1      | 30 | 13 | 9  | 8  | 48  | 39 | +9  | 35 | 4.     |
| 1898/99                                                   | First Division  | 1      | 34 | 15 | 8  | 11 | 48  | 41 | +7  | 38 | 4.     |
| 1899/00                                                   | First Division  | 1      | 34 | 13 | 7  | 14 | 47  | 49 | -2  | 33 | 11.    |
| 1900/01                                                   | First Division  | 1      | 34 | 16 | 5  | 13 | 55  | 42 | +13 | 37 | 7.     |
| 1901/02                                                   | First Division  | 1      | 34 | 17 | 7  | 10 | 53  | 35 | +18 | 41 | 2.     |
| 1902/03                                                   | First Division  | 1      | 34 | 13 | 6  | 15 | 45  | 47 | -2  | 32 | 12.    |
| 1903/04                                                   | First Division  | 1      | 34 | 19 | 5  | 10 | 59  | 32 | +27 | 43 | 3.     |
| 1904/05                                                   | First Division  | 1      | 34 | 21 | 5  | 8  | 63  | 36 | +27 | 47 | 2.     |
| 1905/06                                                   | First Division  | 1      | 38 | 15 | 7  | 16 | 70  | 66 | +4  | 37 | 11.    |
| 1906/07                                                   | First Division  | 1      | 38 | 20 | 5  | 13 | 70  | 46 | +24 | 45 | 3.     |
| 1907/08                                                   | First Division  | 1      | 38 | 15 | 6  | 17 | 58  | 64 | -6  | 36 | 11.    |
| 1908/09                                                   | First Division  | 1      | 38 | 18 | 10 | 10 | 82  | 57 | +25 | 46 | 2.     |
| 1909/10                                                   | First Division  | 1      | 38 | 16 | 8  | 14 | 51  | 56 | -5  | 40 | 10.    |
| 1910/11                                                   | First Division  | 1      | 38 | 19 | 7  | 12 | 50  | 36 | +14 | 45 | 4.     |
| 1911/12                                                   | First Division  | 1      | 38 | 20 | 6  | 12 | 46  | 42 | +4  | 46 | 2.     |
| 1912/13                                                   | First Division  | 1      | 38 | 15 | 7  | 16 | 48  | 54 | -6  | 37 | 11.    |
| 1913/14                                                   | First Division  | 1      | 38 | 12 | 11 | 15 | 46  | 55 | -9  | 35 | 15.    |
| 1914/15                                                   | First Division  | 1      | 38 | 19 | 8  | 11 | 76  | 47 | +29 | 46 | 1.     |
| V letech 1915 až 1918 se nehrála žádná pravidelná soutěž. |                 |        |    |    |    |    |     |    |     |    |        |
| 1919/20                                                   | First Division  | 1      | 42 | 12 | 14 | 16 | 69  | 68 | +1  | 38 | 16.    |
| 1920/21                                                   | First Division  | 1      | 42 | 17 | 13 | 12 | 66  | 55 | +11 | 47 | 7.     |
| 1921/22                                                   | First Division  | 1      | 42 | 12 | 12 | 18 | 57  | 55 | +2  | 36 | 20.    |
| 1922/23                                                   | First Division  | 1      | 42 | 20 | 7  | 15 | 63  | 59 | +4  | 47 | 5.     |
| 1923/24                                                   | First Division  | 1      | 42 | 18 | 13 | 11 | 62  | 53 | +9  | 49 | 7.     |
| 1924/25                                                   | First Division  | 1      | 42 | 12 | 11 | 19 | 40  | 60 | -20 | 35 | 17.    |
| 1925/26                                                   | First Division  | 1      | 42 | 12 | 18 | 12 | 72  | 70 | +2  | 42 | 11.    |
| 1926/27                                                   | First Division  | 1      | 42 | 12 | 10 | 20 | 64  | 90 | -26 | 34 | 20.    |
| 1927/28                                                   | First Division  | 1      | 42 | 20 | 13 | 9  | 102 | 66 | +36 | 53 | 1.     |
| 1928/29                                                   | First Division  | 1      | 42 | 17 | 4  | 21 | 63  | 75 | -12 | 38 | 18.    |
| 1929/30                                                   | First Division  | 1      | 42 | 12 | 11 | 19 | 80  | 92 | -12 | 35 | 22.    |
| 1930/31                                                   | Second Division | 2      | 42 | 28 | 5  | 9  | 121 | 66 | +55 | 61 | 1.     |
| 1931/32                                                   | First Division  | 1      | 42 | 26 | 4  | 12 | 116 | 64 | +52 | 56 | 1.     |
| 1932/33                                                   | First Division  | 1      | 42 | 16 | 9  | 17 | 81  | 74 | +7  | 41 | 11.    |
| 1933/34                                                   | First Division  | 1      | 42 | 12 | 16 | 14 | 62  | 63 | -1  | 40 | 14.    |
| 1934/35                                                   | First Division  | 1      | 42 | 16 | 12 | 14 | 89  | 88 | +1  | 44 | 8.     |
| 1935/36                                                   | First Division  | 1      | 42 | 13 | 13 | 16 | 89  | 89 | 0   | 39 | 16.    |
| 1936/37                                                   | First Division  | 1      | 42 | 14 | 9  | 19 | 81  | 78 | +3  | 37 | 17.    |
| 1937/38                                                   | First Division  | 1      | 42 | 16 | 7  | 19 | 79  | 75 | +4  | 39 | 14.    |
| 1938/39                                                   | First Division  | 1      | 42 | 27 | 5  | 10 | 88  | 52 | +36 | 59 | 1.     |
| V letech 1939 až 1945 se nehrála žádná pravidelná soutěž. |                 |        |    |    |    |    |     |    |     |    |        |
| 1946/47                                                   | First Division  | 1      | 42 | 17 | 9  | 16 | 62  | 67 | -5  | 43 | 10.    |
| 1947/48                                                   | First Division  | 1      | 42 | 17 | 6  | 19 | 52  | 66 | -14 | 40 | 14.    |
| 1948/49                                                   | First Division  | 1      | 42 | 13 | 11 | 18 | 41  | 63 | -22 | 37 | 18.    |
| 1949/50                                                   | First Division  | 1      | 42 | 10 | 14 | 18 | 42  | 66 | -24 | 34 | 18.    |
| 1950/51                                                   | First Division  | 1      | 42 | 12 | 8  | 22 | 48  | 86 | -38 | 32 | 22.    |
| 1951/52                                                   | Second Division | 2      | 42 | 17 | 10 | 15 | 64  | 58 | +6  | 44 | 7.     |
| 1952/53                                                   | Second Division | 2      | 42 | 12 | 14 | 16 | 71  | 75 | -4  | 38 | 16.    |
| 1953/54                                                   | Second Division | 2      | 42 | 20 | 16 | 6  | 92  | 58 | +34 | 56 | 2.     |
| 1954/55                                                   | First Division  | 1      | 42 | 16 | 10 | 16 | 62  | 68 | -6  | 42 | 11.    |
| 1955/56                                                   | First Division  | 1      | 42 | 15 | 10 | 17 | 55  | 69 | -14 | 40 | 15.    |
| 1956/57                                                   | First Division  | 1      | 42 | 14 | 10 | 18 | 61  | 79 | -18 | 38 | 15.    |
| 1957/58                                                   | First Division  | 1      | 42 | 13 | 11 | 18 | 65  | 75 | -10 | 37 | 16.    |
| 1958/59                                                   | First Division  | 1      | 42 | 17 | 4  | 21 | 71  | 87 | -16 | 38 | 16.    |
| 1959/60                                                   | First Division  | 1      | 42 | 13 | 11 | 18 | 73  | 78 | -5  | 37 | 15.    |
| 1960/61                                                   | First Division  | 1      | 42 | 22 | 6  | 14 | 87  | 69 | +18 | 50 | 5.     |
| 1961/62                                                   | First Division  | 1      | 42 | 20 | 11 | 11 | 88  | 54 | +34 | 51 | 4.     |
| 1962/63                                                   | First Division  | 1      | 42 | 25 | 11 | 6  | 84  | 42 | +42 | 61 | 1.     |
| 1963/64                                                   | First Division  | 1      | 42 | 21 | 10 | 11 | 84  | 64 | +20 | 52 | 3.     |
| 1964/65                                                   | First Division  | 1      | 42 | 17 | 15 | 10 | 69  | 60 | +9  | 49 | 4.     |
| 1965/66                                                   | First Division  | 1      | 42 | 15 | 11 | 16 | 56  | 62 | -6  | 41 | 11.    |
| 1966/67                                                   | First Division  | 1      | 42 | 19 | 10 | 13 | 65  | 46 | +19 | 48 | 6.     |
| 1967/68                                                   | First Division  | 1      | 42 | 23 | 6  | 13 | 67  | 40 | +27 | 52 | 5.     |
| 1968/69                                                   | First Division  | 1      | 42 | 21 | 15 | 6  | 77  | 36 | +41 | 57 | 3.     |
| 1969/70                                                   | First Division  | 1      | 42 | 29 | 8  | 5  | 72  | 34 | +38 | 66 | 1.     |
| 1970/71                                                   | First Division  | 1      | 42 | 12 | 13 | 17 | 54  | 60 | -6  | 37 | 14.    |
| 1971/72                                                   | First Division  | 1      | 42 | 9  | 18 | 15 | 37  | 48 | -11 | 36 | 15.    |
| 1972/73                                                   | First Division  | 1      | 42 | 13 | 11 | 18 | 41  | 49 | -8  | 37 | 17.    |
| 1973/74                                                   | First Division  | 1      | 42 | 16 | 12 | 14 | 50  | 48 | +2  | 44 | 7.     |
| 1974/75                                                   | First Division  | 1      | 42 | 16 | 18 | 8  | 56  | 42 | +14 | 50 | 4.     |
| 1975/76                                                   | First Division  | 1      | 42 | 15 | 12 | 15 | 60  | 66 | -6  | 42 | 11.    |
| 1976/77                                                   | First Division  | 1      | 42 | 14 | 14 | 14 | 62  | 64 | -2  | 42 | 9.     |
| 1977/78                                                   | First Division  | 1      | 42 | 22 | 11 | 9  | 76  | 45 | +31 | 55 | 3.     |
| 1978/79                                                   | First Division  | 1      | 42 | 17 | 17 | 8  | 52  | 40 | +12 | 51 | 4.     |
| 1979/80                                                   | First Division  | 1      | 42 | 9  | 17 | 16 | 43  | 51 | -8  | 35 | 19.    |
| 1980/81                                                   | First Division  | 1      | 42 | 13 | 10 | 19 | 55  | 58 | -3  | 36 | 15.    |
| 1981/82                                                   | First Division  | 1      | 42 | 17 | 13 | 12 | 56  | 50 | +6  | 64 | 8.     |
| 1982/83                                                   | First Division  | 1      | 42 | 18 | 10 | 14 | 66  | 48 | +18 | 64 | 7.     |
| 1983/84                                                   | First Division  | 1      | 42 | 16 | 14 | 12 | 44  | 42 | +2  | 62 | 7.     |
| 1984/85                                                   | First Division  | 1      | 42 | 28 | 6  | 8  | 88  | 43 | +45 | 90 | 1.     |
| 1985/86                                                   | First Division  | 1      | 42 | 26 | 8  | 8  | 87  | 41 | +46 | 86 | 2.     |
| 1986/87                                                   | First Division  | 1      | 42 | 26 | 8  | 8  | 76  | 31 | +45 | 86 | 1.     |
| 1987/88                                                   | First Division  | 1      | 40 | 19 | 13 | 8  | 53  | 27 | +26 | 70 | 4.     |
| 1988/89                                                   | First Division  | 1      | 38 | 14 | 12 | 12 | 50  | 45 | +5  | 54 | 8.     |
| 1989/90                                                   | First Division  | 1      | 38 | 17 | 8  | 13 | 57  | 46 | +11 | 59 | 6.     |
| 1990/91                                                   | First Division  | 1      | 38 | 13 | 12 | 13 | 50  | 46 | +4  | 51 | 9.     |
| 1991/92                                                   | First Division  | 1      | 42 | 13 | 14 | 15 | 52  | 51 | +1  | 53 | 12.    |
| 1992/93                                                   | Premier League  | 1      | 42 | 15 | 8  | 19 | 53  | 55 | -2  | 53 | 13.    |
| 1993/94                                                   | Premier League  | 1      | 42 | 12 | 8  | 22 | 42  | 63 | -21 | 44 | 17.    |
| 1994/95                                                   | Premier League  | 1      | 42 | 11 | 17 | 14 | 44  | 51 | -7  | 50 | 15.    |
| 1995/96                                                   | Premier League  | 1      | 38 | 17 | 10 | 11 | 64  | 44 | +20 | 61 | 6.     |
| 1996/97                                                   | Premier League  | 1      | 38 | 10 | 12 | 16 | 44  | 57 | -13 | 42 | 15.    |
| 1997/98                                                   | Premier League  | 1      | 38 | 9  | 13 | 16 | 41  | 56 | -15 | 40 | 17.    |
| 1998/99                                                   | Premier League  | 1      | 38 | 11 | 10 | 17 | 42  | 47 | -5  | 43 | 14.    |
| 1999/00                                                   | Premier League  | 1      | 38 | 12 | 14 | 12 | 59  | 49 | +10 | 50 | 13.    |
| 2000/01                                                   | Premier League  | 1      | 38 | 11 | 9  | 18 | 45  | 59 | -14 | 42 | 16.    |
| 2001/02                                                   | Premier League  | 1      | 38 | 11 | 10 | 17 | 45  | 57 | -12 | 43 | 15.    |
| 2002/03                                                   | Premier League  | 1      | 38 | 17 | 8  | 13 | 48  | 49 | -1  | 59 | 7.     |
| 2003/04                                                   | Premier League  | 1      | 38 | 9  | 12 | 17 | 45  | 57 | -12 | 39 | 17.    |
| 2004/05                                                   | Premier League  | 1      | 38 | 18 | 7  | 13 | 45  | 46 | -1  | 61 | 4.     |
| 2005/06                                                   | Premier League  | 1      | 38 | 14 | 8  | 16 | 34  | 49 | -15 | 50 | 11.    |
| 2006/07                                                   | Premier League  | 1      | 38 | 15 | 13 | 10 | 52  | 36 | +16 | 58 | 6.     |
| 2007/08                                                   | Premier League  | 1      | 38 | 19 | 8  | 11 | 55  | 33 | +22 | 65 | 5.     |
| 2008/09                                                   | Premier League  | 1      | 38 | 17 | 12 | 9  | 55  | 37 | +18 | 63 | 5.     |
| 2009/10                                                   | Premier League  | 1      | 38 | 16 | 13 | 9  | 60  | 49 | +11 | 61 | 8.     |
| 2010/11                                                   | Premier League  | 1      | 38 | 13 | 15 | 10 | 51  | 45 | +6  | 54 | 7.     |
| 2011/12                                                   | Premier League  | 1      | 38 | 15 | 11 | 12 | 50  | 40 | +10 | 56 | 7.     |
| 2012/13                                                   | Premier League  | 1      | 38 | 16 | 15 | 7  | 55  | 40 | +15 | 63 | 6.     |
| 2013/14                                                   | Premier League  | 1      | 38 | 21 | 9  | 8  | 61  | 39 | +22 | 72 | 5.     |
| 2014/15                                                   | Premier League  | 1      | 38 | 12 | 11 | 15 | 48  | 50 | -2  | 47 | 11.    |
| 2015/16                                                   | Premier League  | 1      | 38 | 11 | 14 | 13 | 59  | 55 | +4  | 47 | 11.    |
| 2016/17                                                   | Premier League  | 1      | 38 | 17 | 10 | 11 | 62  | 44 | +18 | 61 | 7.     |
| 2017/18                                                   | Premier League  | 1      | 38 | 13 | 10 | 15 | 44  | 58 | -14 | 49 | 8.     |
| 2018/19                                                   | Premier League  | 1      | 38 | 15 | 9  | 14 | 54  | 46 | +8  | 54 | 8.     |
| 2019/20                                                   | Premier League  | 1      | 38 | 13 | 10 | 15 | 44  | 56 | -10 | 49 | 12.    |
| 2020/21                                                   | Premier League  | 1      | 38 | 17 | 8  | 13 | 47  | 48 | -1  | 59 | 12.    |
| 2021/22                                                   | Premier League  | 1      | 38 | 11 | 6  | 21 | 43  | 66 | -23 | 39 | 16.    |
| 2022/23                                                   | Premier League  | 1      | 38 | 8  | 12 | 18 | 34  | 57 | -24 | 36 | 17.    |
| 2023/24                                                   | Premier League  | 1      | 38 | 13 | 9  | 16 | 40  | 51 | -11 | 40 | 15.    |

Poznámky:
- 2023/24: V sezóně 2023/24 bylo klubu odečteno osm bodů za porušení pravidel ziskovosti a udržitelnosti. Původně mu bylo odečteno 10 bodů, ale po odvolání byl odečet snížen na 6 bodů. Klubu pak byly odečteny další dva body za další porušení pravidel PSR.[4][5][6] Proti druhému odečtu se v současné době podává odvolání.[7]

## Účast v evropských pohárech
| Ročník  | Soutěž                       | Kolo               | Klub                              | Doma | Venku | Celkem   |
| ------- | ---------------------------- | ------------------ | --------------------------------- | ---- | ----- | -------- |
| 1963/64 | Pohár mistrů evropských zemí | Předkolo           | FC Internazionale Milano          | 0:0  | 0:1   | 0:1      |
| 1964/65 | Veletržní pohár              | 1. kolo            | Vålerenga IF                      | 4:2  | 5:2   | 9:4      |
| 1964/65 | Veletržní pohár              | 2. kolo            | Kilmarnock FC                     | 4:1  | 2:0   | 6:1      |
| 1964/65 | Veletržní pohár              | 3. kolo            | Manchester United FC              | 1:2  | 1:1   | 2:3      |
| 1965/66 | Veletržní pohár              | 1. kolo            | 1. FC Nürnberg                    | 1:0  | 1:1   | 2:1      |
| 1965/66 | Veletržní pohár              | 2. kolo            | Újpest FC                         | 2:1  | 0:3   | 2:4      |
| 1966/67 | Pohár vítězů pohárů          | 1. kolo            | Aalborg BK                        | 2:1  | 0:0   | 2:1      |
| 1966/67 | Pohár vítězů pohárů          | 2. kolo            | Real Zaragoza                     | 1:0  | 0:2   | 1:2      |
| 1970/71 | Pohár mistrů evropských zemí | 1. kolo            | Keflavík ÍF                       | 6:2  | 3:0   | 9:2      |
| 1970/71 | Pohár mistrů evropských zemí | 2. kolo            | Borussia Mönchengladbach          | 1:1  | 1:1   | 2:2      |
| 1970/71 | Pohár mistrů evropských zemí | Čtvrtfinále        | Panathinaikos FC                  | 1:1  | 0:0   | 1:1      |
| 1975/76 | Pohár UEFA                   | 1. kolo            | AC Milan                          | 0:0  | 0:1   | 0:1      |
| 1978/79 | Pohár UEFA                   | 1. kolo            | Finn Harps FC                     | 5:0  | 5:0   | 10:0     |
| 1978/79 | Pohár UEFA                   | 2. kolo            | Dukla Praha                       | 2:1  | 0:1   | 2:2      |
| 1979/80 | Pohár UEFA                   | 1. kolo            | Feyenoord                         | 0:1  | 0:1   | 0:2      |
| 1984/85 | Pohár vítězů pohárů          | 1. kolo            | University College Dublin AFC     | 1:0  | 0:0   | 1:0      |
| 1984/85 | Pohár vítězů pohárů          | 2. kolo            | Internacional Slovnaft Bratislava | 3:0  | 1:0   | 4:0      |
| 1984/85 | Pohár vítězů pohárů          | Čtvrtfinále        | Fortuna Sittard                   | 3:0  | 2:0   | 5:0      |
| 1984/85 | Pohár vítězů pohárů          | Semifinále         | FC Bayern Mnichov                 | 3:1  | 0:0   | 3:1      |
| 1984/85 | Pohár vítězů pohárů          | Finále             | SK Rapid Wien                     | 3:1  | 3:1   | 3:1      |
| 1995/96 | Pohár vítězů pohárů          | 1. kolo            | KR Reykjavík                      | 3:1  | 3:2   | 6:3      |
| 1995/96 | Pohár vítězů pohárů          | 2. kolo            | Feyenoord                         | 0:0  | 0:1   | 0:1      |
| 2005/06 | Liga mistrů UEFA             | 3. předkolo        | Villarreal CF                     | 1:2  | 1:2   | 2:4      |
| 2007/08 | Pohár UEFA                   | 1. kolo            | FK Metalist Charkov               | 1:1  | 3:2   | 4:3      |
| 2007/08 | Pohár UEFA                   | Základní skupina A | Larissa FC                        | 3:1  |       | 1. místo |
| 2007/08 | Pohár UEFA                   | Základní skupina A | 1. FC Nürnberg                    |      | 2:0   | 1. místo |
| 2007/08 | Pohár UEFA                   | Základní skupina A | FK Zenit Sankt-Petěrburg          | 1:0  |       | 1. místo |
| 2007/08 | Pohár UEFA                   | Základní skupina A | AZ Alkmaar                        |      | 3:2   | 1. místo |
| 2007/08 | Pohár UEFA                   | Šestnáctifinále    | SK Brann                          | 6:1  | 2:0   | 8:1      |
| 2007/08 | Pohár UEFA                   | Osmifinále         | ACF Fiorentina                    | 2:0  | 0:2   | 2:2      |
| 2008/09 | Pohár UEFA                   | 1. kolo            | Standard Liège                    | 2:2  | 1:2   | 3:4      |
| 2009/10 | Evropská liga UEFA           | 4. předkolo        | SK Sigma Olomouc                  | 4:0  | 1:1   | 5:1      |
| 2009/10 | Evropská liga UEFA           | Základní skupina I | AEK Athény                        | 4:0  | 1:0   | 2. místo |
| 2009/10 | Evropská liga UEFA           | Základní skupina I | FK BATE Borisov                   | 0:1  | 2:1   | 2. místo |
| 2009/10 | Evropská liga UEFA           | Základní skupina I | SL Benfica                        | 0:2  | 0:5   | 2. místo |
| 2009/10 | Evropská liga UEFA           | Šestnáctifinále    | Sporting CP                       | 2:1  | 0:3   | 2:4      |
| 2014/15 | Evropská liga UEFA           | Základní skupina H | Lille OSC                         | 3:0  | 0:0   | 1. místo |
| 2014/15 | Evropská liga UEFA           | Základní skupina H | VfB Wolfsburg                     | 4:1  | 2:0   | 1. místo |
| 2014/15 | Evropská liga UEFA           | Základní skupina H | FK Krasnodar                      | 0:1  | 1:1   | 1. místo |
| 2014/15 | Evropská liga UEFA           | Šestnáctifinále    | BSC Young Boys                    | 3:1  | 4:1   | 7:2      |
| 2014/15 | Evropská liga UEFA           | Osmifinále         | FK Dynamo Kyjev                   | 2:1  | 2:5   | 4:6      |
| 2017/18 | Evropská liga UEFA           | 3. předkolo        | MFK Ružomberok                    | 1:0  | 1:0   | 2:0      |
| 2017/18 | Evropská liga UEFA           | 4. předkolo        | HNK Hajduk Split                  | 2:0  | 1:1   | 3:1      |
| 2017/18 | Evropská liga UEFA           | Základní skupina E | Atalanta BC                       | 1:5  | 0:3   | 3. místo |
| 2017/18 | Evropská liga UEFA           | Základní skupina E | Apollon Limassol                  | 2:2  | 3:0   | 3. místo |
| 2017/18 | Evropská liga UEFA           | Základní skupina E | Olympique Lyon                    | 1:2  | 0:3   | 3. místo |

## Trenéři
| Rok       | Jméno              | Poznámka                             |
| --------- | ------------------ | ------------------------------------ |
| 1888–1889 | W. E. Barclay      |                                      |
| 1889–1901 | Dick Molyneux      |                                      |
| 1901–1918 | William C. Cuff    | Ředitel, tajemník a nakonec předseda |
| 1918–1919 | W. J. Sawyer       |                                      |
| 1919–1935 | Thomas H. McIntosh | Klubový tajemník a manažer           |
| 1936–1948 | Theo Kelly         | Klubový tajemník a manažer           |
| 1948–1956 | Cliff Britton      |                                      |
| 1956–1958 | Ian Buchan         |                                      |
| 1958–1961 | Johnny Carey       |                                      |
| 1961–1973 | Harry Catterick    |                                      |
| 1973      | Tom Eggleston      |                                      |
| 1973–1977 | Billy Bingham      |                                      |
| 1977      | Steve Burtenshaw   |                                      |
| 1977–1981 | Gordon Lee         |                                      |
| 1981–1987 | Howard Kendall     |                                      |
| 1987–1990 | Colin Harvey       |                                      |
| 1990      | Jimmy Gabriel      |                                      |
| 1990–1993 | Howard Kendall     |                                      |
| 1993–1994 | Jimmy Gabriel      |                                      |
| 1994      | Mike Walker        |                                      |
| 1994–1997 | Joe Royle          |                                      |
| 1997      | Dave Watson        |                                      |
| 1997–1998 | Howard Kendall     |                                      |
| 1998–2002 | Walter Smith       |                                      |
| 2002–2013 | David Moyes        |                                      |
| 2013–2016 | Roberto Martínez   |                                      |
| 2016–     | Ronald Koeman      |                                      |

## Bývalí vynikající hráči
V závorkách rok prvního odehraného zápasu
- Leigh Richmond Roose (1904)
- Sam Chedgzoy (1910)
- Dixie Dean (1925), Ted Sagar (1929)
- Joe Mercer (1933), T. G. Jones (1936), Tommy Lawton (1937)
- Dave Hickson (1951), Brian Labone (1958)
- Roy Vernon (1960), Alex Young (1960), Ray Wilson (1964), Tommy Wright (1964), Colin Harvey (1965), Alan Ball (1966), Joe Royle (1966), Howard Kendall (1967), Keith Newton (1969).
- Bob Latchford (1970), Mick Lyons (1971)
- Kevin Ratcliffe (1980), Graeme Sharp (1980), Gary Stevens (1981), Neville Southall (1981), Kevin Sheedy (1982), Peter Reid (1982), Derek Mountfield (1982), Andy Gray (1983), Trevor Steven (1983), Gary Lineker (1985), Dave Watson (1986), Tony Cottee (1988)
- Duncan Ferguson (1994), Andrej Kančelskis (1995), Gary Speed (1996), Kevin Campbell (1999)
- Thomas Gravesen (2000), Paul Gascoigne (2000), Wayne Rooney (2002), Tim Cahill (2004), Mikel Arteta (2005), Joleon Lescott (2006)